# Kiuhtislompolo
Kiuhtislompolo är en sjö i Pajala kommun i Norrbotten och ingår i Torneälvens huvudavrinningsområde. Sjön har en area på 0,044 kvadratkilometer och ligger 236,3 meter över havet.

## Delavrinningsområde
Kiuhtislompolo ingår i det delavrinningsområde (753110-181297) som SMHI kallar för Ovan Suksioja. Medelhöjden är 270 meter över havet och ytan är 15,98 kvadratkilometer. Räknas de 2 avrinningsområdena uppströms in blir den ackumulerade arean 60,92 kvadratkilometer. Ahmajoki som avvattnar avrinningsområdet har biflödesordning 4, vilket innebär att vattnet flödar genom totalt 4 vattendrag innan det når havet efter 306 kilometer. Avrinningsområdet består mestadels av skog (88 procent). Avrinningsområdet har 0,41 kvadratkilometer vattenytor vilket ger det en sjöprocent på 2,5 procent.